# The Man Without a Past
The Man Without a Past is een Finse film van Aki Kaurismäki die uitgebracht werd in 2002.
Na  Kauas pilvet karkaavat (Drifting Clouds) (1996) is The Man Without a Past het tweede deel van Kaurismäki's Finland-trilogie. Het derde deel, Lights in the Dusk (Laitakaupungin valot), volgde in 2006.

## Verhaal
Een man komt met de trein aan in Helsinki. Hij brengt de nacht door in een park. Daar wordt hij brutaal afgetuigd en bestolen en verliest hij het bewustzijn. In het hospitaal wordt hij dood verklaard. Maar spoedig staat hij op uit bed en verlaat hij op eigen kracht het hospitaal. Hij bezit niets meer, hij weet niets meer, zijn geheugen functioneert niet meer. Zonder naam is hij zijn identiteit kwijt, zonder naam en zonder geld bestaat hij niet en kan hij werk noch verblijfplaats vinden. 
Hij besluit dan maar in een container te gaan wonen. Hij moet van nul herbeginnen om zijn leven weer op de rails krijgen. Op zijn weg treft hij weinig menselijke warmte aan. Gelukkig ontmoet hij andere daklozen en vooral een lieve vrouwelijke officier van het Leger des Heils. 

## Rolverdeling
| Acteur           | Personage                              |
| ---------------- | -------------------------------------- |
| Markku Peltola   | M                                      |
| Kati Outinen     | Irma, kapitein bij het Leger des Heils |
| Juhani Niemelä   | Nieminen                               |
| Kaija Pakarinen  | Kaisa Nieminen                         |
| Sakari Kuosmanen | Anttila                                |
| Annikki Tähti    | de directrice van het Leger des Heils  |
| Anneli Sauli     | de eigenares van de bar                |
| Elina Salo       | de bediende van de scheepswerven       |
| Outi Mäenpää     | de bankbediende                        |
| Esko Nikkari     | de bankovervaller                      |